# Buëch
De Buëch is een rivier in het zuidoosten van Frankrijk. Ze heeft haar bron in het bergmassief van de Dévoluy in de gemeente Lus-la-Croix-Haute. Ze stroomt westwaarts door de vallei van la Jarjatte vooraleer bij Lus-la-Croix-Haute zuidwaarts te draaien. Net voor Sisteron mondt de Buëch uit in de Durance. De belangrijkste zijrivier van de Buëch is de Petit Buëch, een linkerzijrivier die in de buurt van La Bâtie, stroomopwaarts van Serres, uitmondt in de Buëch. Ter onderscheiding van de Petit Buëch wordt naar de bovenloop van de Buëch soms ook verwezen als de "Grand Buëch". De streek die het stroomgebied van de Buëch grotendeels omvat, wordt het Pays du Buëch of Bochaine/Beauchêne genoemd.
- Gemeinsame Normdatei: 4840290-4
- Virtual International Authority File: 234804690